# 津巴布韦非洲民族解放军
津巴布韦非洲民族解放军（Zimbabwe African National Liberation Army (ZANLA)）是附属于津巴布韦非洲民族联盟的军事组织，曾参与反对白人少数族裔统治的羅德西亞叢林戰爭。该组织1965年建立于坦桑尼亚，70年代初在赞比亚卢萨卡建有基地，中国曾为该组织提供武器并进行干部培训。津巴布韦非洲民族解放军采用毛泽东思想和游击战策略。:6